# كأس باولينو ألكانتارا
كأس باولينو ألكانتارا، المعروف أيضًا باسم كأس رابطة المحترفين لكرة القدم، هي بطولة كرة قدم سنوية في الفلبين، يقرها الاتحاد الفلبيني لكرة القدم. بدأت النسخة الأولى من الكأس في 1 سبتمبر 2018. حلت محل الدوري الفلبيني لكرة القدم وكأس الفلبين لكرة القدم كأفضل بطولة كأس محلية في البلاد.

## تاريخ
بعد نجاح المنتخب الفلبيني في كأس سوزوكي 2010، شهدت كرة القدم الفلبينية نهضة. ومع ذلك، لم يكن لدى البلاد دوري وطني حقيقي ولا مسابقة كأس (أقيمت مسابقة الكأس الوطنية آخر مرة في عام 2007، للاحتفال بالذكرى المئوية لاتحاد كرة القدم الفلبيني.) للمساعدة في معالجة هذه المشكلة، اتصلت شركة سمارت كومينيكشن (بالإنجليزية: Smart Communications)‏ في يناير 2011، بمسؤولي الدوري الفلبيني لكرة القدم لتمويل مسابقة كرة قدم محلية جديدة. كان من المقرر أن تستمر الشراكة المقترحة لمدة 10 سنوات، حيث أطلقت سمارت 80 مليون ين ياباني من الأموال بهدف توفير المزيد من فرص اللعب للاعبي كرة القدم المهرة، وإنشاء دوري وطني في نهاية المطاف. وافق رئيس الدوري الفلبيني لكرة القدم الذي تم تنصيبه حديثًا ماريانو ف. أرانيتا على الاقتراح. في مارس 2011، بدأت البطولة الجديدة تحت اسم الدوري الفلبيني لكرة القدم – سمارت كلوب شامبيونشيب. ومع ذلك، استمرت المنافسة لمدة أربع سنوات فقط، حيث أقيمت النسخة الأخيرة في بطولة الأندية الوطنية للرجال موسم 2014-15.
بعد إعلان الدوري الفلبيني لكرة القدم عن إنشاء دوري وطني جديد، أكد الاتحاد أنه من المقرر أيضًا تشكيل مسابقة كأس محلية جديدة.

### التخطيط
تم تسمية المسابقة المقترحة مبدئيًا باسم كأس رابطة المحترفين، ولكن تم تغييرها في النهاية إلى «كوبا باولينو ألكانتارا» في مارس 2018، إحياءً لذكرى أسطورة نادي برشلونة السابق ولاعب كرة القدم الفلبيني باولينو ألكانتارا. وكان من المقرر أن تقام الكأس بالتزامن مع موسم الدوري الفلبيني لكرة القدم. ومع ذلك، لم يتم لعب الكأس في العام الافتتاحي، في عام 2017، مع استبدال الكأس بسلسلة النهائيات، وهي مباراة فاصلة للفرق الكبرى في الموسم العادي. فاز فريق سيريس نيغروس إف سي في سلسلة النهائيات الافتتاحية والموسم العادي.

### الطبعة الأولى
بالنسبة لموسم 2018، أعلن الدوري في فبراير من ذلك العام أن الكأس ستستمر الآن، ولكن بدلاً من أن تقام في منتصف موسم دوري كرة القدم للمحترفين، كان من المقرر عقدها بعد ذلك.
في 15 يوليو 2018 خلال يوم المعجبين في الدوري الفلبيني، تم الإعلان عن أن الأندية غير الحاصلة على امتياز مؤهلة للانضمام إلى مسابقة الكأس، بشرط أن تفي بالحد الأدنى من متطلبات الترخيص التي سيتم تحديدها للمسابقة. ومع ذلك، لم ينضم أي نادٍ غير تابع لرابطة كرة القدم للمحترفين إلى النسخة الافتتاحية. بدأت بطولة كأس باولينو ألكانتارا الأولى في 1 سبتمبر 2018 بفوز كايا إيلويلو على دافاو أغيلاس في النهائي.

### الطبعة الثانية
عندما تم إطلاق الدوري الفلبيني الممتاز رسميًا في يناير 2019، بعد طي الدوري الفرنسي لكرة القدم، أُعلن أنه سيتم الاحتفاظ بكأس باولينو ألكانتارا. ومع ذلك، كانت النسخة الجديدة من الدوري الفلبيني قصيرة الأجل وأعيد إطلاق النسخة الأقدم في غضون العام.

### جائحة كوفيد -19
بسبب وباء كوفيد-19 في الفلبين، لم يتم عقد نسخة 2020 من كأس باولينيو ألكانتارا.

### الطبعة الثالثة
تم الإعلان عن النسخة الثالثة كبديل لدوري كرة القدم الفلبيني 2020 الذي تم إلغاؤه.

## قائمة النهائيات
| علامة الخنجرية | مباراة رُبحت في الوقت الإضافي |

| الموسم | الفائز                                             | النتيجة                                            | الوصيف                                             | الموقع                                             | عدد الحضور                                         |
| ------ | -------------------------------------------------- | -------------------------------------------------- | -------------------------------------------------- | -------------------------------------------------- | -------------------------------------------------- |
| 2018   | نادي كايا–إيلويلو                                  | 1–0                                                | دافاو أجيلاس                                       | ملعب ريزال التذكاري، مانيلا                        | 1,230                                              |
| 2019   | سيريس-نيغروس                                       | 2–1                                                | كايا-إيلويلو                                       | ملعب بينان، بينان                                  | 736                                                |
| 2020   | Cancelled due to the جائحة فيروس كورونا في الفلبين | Cancelled due to the جائحة فيروس كورونا في الفلبين | Cancelled due to the جائحة فيروس كورونا في الفلبين | Cancelled due to the جائحة فيروس كورونا في الفلبين | Cancelled due to the جائحة فيروس كورونا في الفلبين |
| 2021   | كايا–إيلويلو                                       | 1–0                                                | ADT                                                | مركز التدريب الوطني في كارمونا                     | N/A                                                |

### الأداء حسب النادي
| النادي       | الفائزون | الوصيف | سنوات الفوز |
| ------------ | -------- | ------ | ----------- |
| كايا إلويلو  | 2        | 0      | 2018، 2021  |
| سيريس نيغروس | 1        | 0      | 2019        |
| دافاو أغيلاس | 0        | 1      | -           |
| ADT          | 0        | 1      | -           |

## العلامة التجارية
تم اشتقاق شعار كأس باولينيو ألكانتارا من مسابقة التصميم. كان شعار بطولة الكأس هو شعار جويل أليخو، وهو مواطن من نويفا فيزكايا وهو عامل فلبيني في الخارج مقيم في المملكة العربية السعودية، وتم الإعلان عن فوزه في مسابقة التصميم.
تم تنظيم مسابقة تصميم الشعار من قبل شركة ليجا فوتبول إنكوايرر (بالإنجليزية: Liga Futbol Inc)‏. في الفترة من 9 إلى 31 مايو 2018، وتم فتحها للمواطنين الفلبينيين. تم اختيار التصميم الفائز من قبل لجنة من خمسة حكام تم اختيارهم «بناءً على خلفيتهم الصناعية».
أعلنَ لجنة مسيّري الدوري أنها تلقت أكثر من 150 مشاركة وستكشف عن الفائز في المسابقة في حدث فانز دايز في 30 يونيو 2018. ومع ذلك، وبسبب «الاستجابة الساحقة» للمسابقة، نقلت اللجنة الإعلان عن التصميم الفائز إلى 15 يوليو، وذكرت أن التحكيم النهائي للمشاركات كان من المقرر عقده في 13 يوليو. ثم تم الإعلان عن التصميم الفائز في 27 يوليو 2018.

## تغطية إعلامية
تم بث بطولة كأس باولينو ألكانتارا باشرة على فيسبوك، منذ المباريات الأولى لنسخة 2018. بالإضافة إلى ذلك، تم بث المباراة النهائية الافتتاحية على الهواء مباشرة بواسطة إس بي إن 5 على أكياسون تي في، وكذلك على يوتيوب. في نسخة 2021، ستغطي وان سبورتس البطولة بأكملها.